# حلقة شريانية صغرى
حلقة شريانية صغرى (بالإنجليزية: Circulus arteriosus minor)‏‏ هي دائرة شريانية بالقرب من الحافة الحدقية للقزحية.